# Köse Mihal
Köse Mihal (Michel le Glabre), né vers le milieu du XIIIe siècle et mort vers 1340. Il est l'un des lieutenants les plus proches d'Osman Ier, le fondateur de l'Empire ottoman.
Accompagna Osman dans son ascension au pouvoir en tant que bey et fondateur de l'Empire ottoman. Il est considéré comme le premier renégat byzantin significatif et converti à l'Islam, à entrer au service ottoman.
Il était également connu comme Mihal Gâzi et Abdullah Mihal Gâzi.
Selon certains historiens il s'agit probablement d'un personnage mythique, comme les autres compagnons d'Osman. Sa création a posteriori pourrait avoir servi à honorer ses descendant putatifs, les Mihaloğulları, une famille de chefs d'akindji de Roumélie puissante aux XVe et XVIe siècles.

## Biographie
Köse Mihal, était le gouverneur byzantin de Chirmenkia (Harmankaya, aujourd'hui Harmanköy) et était d'origine grecque. Le château de Harmankaya était dans les contreforts des montagnes d'Uludağ à Bilecik, Turquie. L'origine de Köse Mihail a toujours été posée. Certains historiens affirment qu'il était grec.[6][7] Selon une théorie, l'origine de Köse Mikhail   Il est basé sur les Cuman-Kipchaks que Jean III Doukas Vatatzes a placés comme force frontalière. [8][9][4][10][11][12] Mihal a également finalement pris le contrôle de Lefke, Mekece et Akhisar.
Même avant sa conversion à l'islam, Mihal avait une relation amicale avec le leader ottoman, Osman Gazi. Il était un allié d'Osman et de son peuple pendant la guerre et a également agi en tant que chef de la population grecque locale. De plus, il a agi en tant que consultant et agent diplomatique pour Osman,. Les sources décrivant la raison du changement de foi de Mihal varient. Une tradition met l'accent sur l'influence exercée par son amitié avec Osman Ghazi, tandis qu'une autre le décrit comme ayant vécu un rêve significatif qui l'a convaincu de devenir musulman,. On pense que sa conversion s'est produite entre 1304 et 1313,,. En tant que musulman, il était connu sous le nom de Köse Mihal Abd Allah (Abdullah), Abdullah étant un nom couramment adopté par les convertis.
Jusqu'à la conquête de Bursa en 1326, Köse Mihal a joué un rôle important en tant que conseiller diplomatique et envoyé d'Orhan, fils et successeur d'Osman Ghazi. Köse Mihal a été le premier renégat chrétien important à devenir un sujet ottoman et il a joué un rôle important dans la création de l'État ottoman,. Les descendants de Köse Mihal, connus sous le nom de Mihaloğlu, étaient célèbres, en particulier aux XVe et XVIe siècles. Ils formaient une famille de dignitaires ottomans prospère politiquement et militairement en Roumélie. Cependant, ils n'ont pas atteint les plus hautes fonctions publiques.
Pendant le siège de Bursa, Köse Mihal avec Turgut Alp a participé à la conquête du château d'Atranos (Orhaneli) en 1325 qui a joué un rôle clé dans la conquête de Bursa.
Après la prise de Bursa, Köse Mihal n'est plus mentionnée dans les sources. Kreutel note que Köse Mihal est mort vers 1340. Selon certains historiens, Köse Mihal a été enterré à Edirne (Andrinople), dans une mosquée qu'il a lui-même construite, dans cette tradition, Köse Mihal aurait vécu jusqu'à la capture ottomane d'Andrinople par Mourad Ier dans l'année 1365. Il aurait donc vécu jusqu'à un âge très avancé. Cependant, Franz Babinger semble avoir commis une erreur. Il a confondu Köse Mihal avec Ghazi Mihal Bey, un petit-fils de Köse Mihal. Ghazi Mihal Bey a construit un complexe de mosquée maintenant en ruine, avec un Imaret et un Hammam, à Edirne, qui a été achevé en 1422. Le cimetière attenant au complexe abrite la tombe de Ghazi Mihal Bey.

### Héritage
Auparavant, l'artefact ottoman le plus ancien était le casque d'Orhan. Mais le 5 décembre 2020, le ministère de la Défense nationale de Turquie a annoncé que l'épée de Mihal a été enregistrée comme le plus ancien artefact ottoman survivant et a été emmenée au musée militaire d'Istanbul.

### Sources primaires
- Aşıkpaşazade, Franz Richard Kreutel (trad.), Vom Hirtenzelt zur Hohen Pforte. Frühzeit und Aufstieg des Osmanenreiches nach der Chronik "Denkwürdigkeiten und Zeitläufte des Hauses 'Osman" vom Derwisch Ahmed, genannt Asik-Pasa-Sohn, Graz 1959
- Leunclavius :Annales Svltanorvm Othmanidarvm, A Tvrcis Sva Lingva Scripti Frankfurt a. M. 1588/1596, German:Neu Chronica Türckischer nation of self-described Türcke ... Frankfurt a. M. 1590
- Mehmet Neşrî :Kitab-i Cihan-Nümâ, édition et traduction partielle dans Zeitschrift der Deutschen morgenländischen Gesellschaft, Volume 13, 1859

## Articles annexes
- Turgut Alp